# Мосхофилеро
Мосхофилеро (греч. Μοσχοφίλερο) — представляет собой уникальный сорт ароматного белого винограда родом из Греции, который славится своей способностью придавать выразительность и аромат винам. С его розово-фиолетовой кожурой этот сорт выделяется среди других белых виноградов и обладает характерным пряным вкусом с высокой кислотностью. Такие особенности делают мосхофилеро идеальным выбором для производства разнообразных вин – от освежающих сухих до ароматных десертных и игристых вин. В Греции, особенно на полуострове Пелопоннес, Мосхофилеро используется для производства тихих, игристых и десертных вин, обладая при этом характеристиками, схожими с Мускатом.
За пределами Греции, особенно в регионах с подходящим микроклиматом, таких как Северная Калифорния, мосхофилеро начинает завоевывать признание благодаря своей универсальности и способности адаптироваться к различным условиям выращивания. Благодаря усилиям таких людей, как Гарольд Олмо из Университета Калифорнии в Дэвисе, который ввёз первые черенки в США в середине 20-го века, мосхофилеро получил возможность продемонстрировать свой потенциал на международном уровне. Сегодня мосхофилеро высоко ценится за его уникальный вкусовой профиль и ароматический характер, что делает его желанным выбором для виноделов и любителей вина по всему миру.